# Thors (Charente-Maritime)
Thors település Franciaországban, Charente-Maritime megyében. Lakosainak száma 470 fő (2022. január 1.). Thors Matha, Mons, Prignac és Sonnac községekkel határos.

## Népesség
A település népessége az elmúlt években az alábbi módon változott:
| Lakosok száma | 460  | 454  | 456  | 397  | 447  | 459  | 460  | 464  | 463  | 470  |
|               | 1968 | 1982 | 1990 | 2006 | 2013 | 2015 | 2017 | 2019 | 2020 | 2022 |